# Tanaecium tetragonolobum
Tanaecium tetragonolobum là một loài thực vật có hoa trong họ Chùm ớt. Loài này được (Jacq.) L.G.Lohmann mô tả khoa học đầu tiên năm 2008.